# Ракета
Ракета је, по најширој дефиницији, било које возило, пројектил или ваздухоплов који се креће као последица реакције на избацивање гаса велике брзине из ракетног мотора, без потребе за постојањем околне средине попут гаса или воде, те према томе оне могу радити и у вакууму свемира. Издувни гасови ракетног мотора се у потпуности формирају од погонског горива које се налази у ракети.
Најстарије познате ракете за војну и рекреативну употребу настале су у Кини, у 13. веку, док значајне употребе за индустријске, научне и истраживачке сврхе није било све до друге половине 20. века, када је брз напредак у ракетној технологији омогућио свемирску трку, међупланетарна истраживања, прво слетање људи на Месец и појаву глобалних навигационих сателитских система.
Најуобичајенији тип ракете данас је хемијска ракета, која и погонски гас и енергију за његово убрзавање добија од хемијских реакција свог горива у ракетном мотору.

## Историја
Прве ракете на барут еволуирале су у средњовековној Кини под династијом Сонг до 13. века. Монголи су усвојили кинеску ракетну технологију и проналазак се проширио монголским инвазијама на Блиски исток и Европу средином 13. века. Употреба ракета је забележена у описима дејстава Сонг морнарице Сонг у једној војној вежби из 1245. године. Ракетни погон са унутрашњим сагоревањем помиње се у једној референци на 1264. године, у коме се напомиње да је „копнени пацов”, врста ватромета, уплашила царицу-мајку Гонгшенг на гозби коју је у њену част приредио њен син цар Лизонг. Касније су ракете укључене у војну расправу Хуолонгђинг, познату и као Приручник за ватреног патка, коју је средином 14. века написао кинески артиљеријски официр Ђао Ју. У овом тексту се помиње прва позната вишестепена ракета, „ватрени змај који излази из воде“ (Huo long chu shui), за коју се сматра да ју је користила кинеска морнарица.
Средњовековне и рано-модерне ракете војно су коришћене као запаљиво оружје у опсадама. Између 1270. и 1280. године Хасан ал-Рамах написао је al-furusiyyah wa al-manasib al-harbiyya (Књига о војном коњиштву и генијалним ратним уређајима), која је обухватала 107 рецепата за барут, од којих 22 за ракете. У Европи је Конрад Кајзер описао ракете у свом војном спису Белифортис око 1405. године.

## Делови
Ракета се састоји од следећих делова као минимум: ракетни мотор, горивна смеша, тело ракете и уређај за стабилизацију и вођење ракете. Ракете са ракетним моторима на течно гориво још минимално захтевају и резервоаре горива и оксиданс (уместо горивне смеше).

## Коришћење
Пошто се погон ракете не ослања на њену околину, њихово коришћење је једина опција за кретање кроз свемир.
Такође, пошто је релативно једноставно и јефтино направити једнократну ракету у односу на друге методе убрзавања у ваздуху, оне се широко користе у свим областима где потреба за једнократним убрзањем малих терета постоји, попут ватромета, противградних ракета, избацивих седишта и разних војних употреба.

### Војне употребе
Војне употребе ракета постоје од самог почетка њихове историје, када су се у средњевековној Кини ракете пуњене барутом користиле за застрашивање непријатеља и као запаљиво оружије.
Данас се ракете користе на сваком нивоу ратовања, од ручних бацача малих домета за противоклопну употребу до стратешких међуконтиненталних балистичких ракета.

### Наука и истраживање
Орбиталне ракете су потребне за сва истраживања у Земљиној орбити и око других свемирских тела, као и постављања вештачких сателита у орбиту. Поред њих, ракете су у науци корисне и за истраживање виших слојева атмосфере и начина на који материјали и објекти реагују на екстремно брзо кретање кроз атмосферу, што се углавном постиже мањим, суборбиталним ракетама.

### Ракете као хоби
Модел ракете су мале ракете које хобисти сами праве, а потом лансирају. 
Оне често користе једноставне материјале који су широко доступни, попут картона или пластике, као и горива попут тзв. ракетне бомбоне(чији је главни састојак обичан шећер) и ваздуха под притиском. Међутим, неки хобисти користе и технологије напреднијег нивоа, сличне онима које се корите за комерцијалне орбиталне ракете.

## Рад
Ракета са собом носи кисеоник или други оксиданс са везаним кисеоником у посебном резервоару (ако користи ракетни мотор на течно гориво), јер је кисеоник неопходан за сагоревање, а у свемиру га нема. Ракета са мотором на чврсто гориво обично има оксиданс већ помешан са горивом у једну масу (најједноставнија смеша је црни барут), па јој није потребан посебан резервоар са оксидансом.
Сагоревањем горива уз присуство оксиданса у комори за сагоревање, долази до изласка сагорелих гасова кроз специјално профилисани део млазника (сужено грло). После проласка кроз сужено грло млазника, где је притисак гасова повећан, долази до наглог ширења млазника у виду „звона“. Нагло опада притисак, али расте брзина гасова, који излазе стварајући користан потисак.
Мотори ракете за свемирске мисије морају бити довољно снажни да би савладали силу гравитације, и ракета мора бити вишестепена да би се постигла прва космичка брзина.

## Ракетна једначина Циолковског
{\displaystyle \Delta v\ } је највећа теоријска промена у брзини ракете без утицаја гравитације или отпора ваздуха. Ова промена брзине се може израчунати из ракетне једначине Циолковског:
{\displaystyle \Delta v\ =v_{e}\ln {\frac {m_{0}}{m_{1}}}}
где је:
{\displaystyle m_{0}} је укупна почетна маса, укључујући гориво у Kg
{\displaystyle m_{1}} је укупна завршна маса, у Kg
{\displaystyle v_{e}} је брзина истицања гасова из мотора у m/s, где је {\displaystyle V_{e}=I_{sp}\cdot g_{0}}
{\displaystyle \Delta v\ } је промена брзине у m/s

## Ракетни центри и агенције
Највећи ракетни центри налазе се у САД, Казахстану и Русији. Најпознатије свемирске агенције на свету су: ESA (енгл. European Space Agency), NASA (енгл. National Aeronautics and Space Administration) и Роскосмос, (рус. Федеральное космическое агентство России).